# Schorszwamgalmug
De schorszwamgalmug (Brachyneurina peniophorae) is een muggensoort uit de familie van de galmuggen (Cecidomyiidae). De wetenschappelijke naam van de soort is voor het eerst geldig gepubliceerd in 1979 door Harris.